# قرية نيوبوري (فيرمونت)
قرية نيوبوري (بالإنجليزية: Newbury (village), Vermont)‏ هي قرية تقع في الولايات المتحدة في Newbury. يقدر عدد سكانها بـ 396 نسمة ومساحتها 13.1 كم2 وترتفع عن سطح البحر 141 متر.

## التركيبة السكانية
حدّد مكتب تعداد الولايات المتحدة بيانات التركيبة السكانية لقرية نيوبوري في تعداد الولايات المتحدة. في ما يلي، التركيبة السكانية حسب تعدادي 2000 و2010.

### تعداد عام 2000
بلغ عدد سكان قرية نيوبوري 396 نسمة بحسب تعداد عام 2000، وبلغ عدد الأسر 162 أسرة وعدد العائلات 98 عائلة مقيمة في القرية. في حين سجلت الكثافة السكانية 30.1 نسمة لكل كيلومتر مربع (78.0/ميل2). وبلغ عدد الوحدات السكنية 188 وحدة بمتوسط كثافة قدره 14.3 لكل كيلومتر مربع (37.0/ميل2).
وتوزع التركيب العرقي للقرية بنسبة 99.24% من البيض و0.51% من الأمريكيين الأصليين و0.25% من عرقين مختلطين أو أكثر و0.51% من الهسبانيون أو اللاتينيون من أي عرق.
بلغ عدد الأسر 162 أسرة كانت نسبة 39.5% منها لديها أطفال تحت سن الثامنة عشر تعيش معهم، وبلغت نسبة الأزواج القاطنين مع بعضهم البعض 50% من أصل المجموع الكلي للأسر، ونسبة 6.2% من الأسر كان لديها معيلات من الإناث دون وجود شريك، بينما كانت نسبة 4.3% من الأسر لديها معيلون من الذكور دون وجود شريكة وكانت نسبة 39.5% من غير العائلات. تألفت نسبة 30.9% من أصل جميع الأسر من عدة أفراد يعيشون في نفس المنزل ونسبة 15.4% كانت تتألف من شخص يعيش بمفرده يبلغ من العمر 65 عاماً أو أكثر. وبلغ متوسط حجم الأسرة المعيشية 2.44، أما متوسط حجم العائلات فبلغ 3.09.
بلغ العمر الوسطي للسكان 41.2 عاماً. وكانت نسبة 29.5% من القاطنين تحت سن الثامنة عشر، وكانت نسبة 3.8% بين الثامنة عشر والرابعة والعشرين عاماً، ونسبة 25% كانت واقعةً في الفئة العمرية ما بين الخامسة والعشرين والرابعة والأربعين عاماً، ونسبة 25.8% كانت ما بين الخامسة والأربعين والرابعة والستين، ونسبة 15.9% كانت ضمن فئة الخامسة والستين عاماً فما فوق. يوجد لكل 100 أنثى 102.0 ذكر، ويوجد لكل 100 أنثى في الثامنة عشر من عمرها فما فوق 82.4 ذكر.
بلغ متوسط دخل الأسرة في القرية 27,115 دولارًا، أما متوسط دخل العائلة فبلغ 41,071 دولارًا. وكان متوسط دخل الذكور 27,500 دولارًا مقابل 23,000 دولارًا للإناث. وسجل دخل الفرد الخاص بالقرية 16,043 دولارًا. وكانت نسبة 8.2% من العائلات ونسبة 14.4% من السكان تحت خط الفقر، وكان من هؤلاء نسبة 17.4% تحت سن الثامنة عشر ونسبة 9.8% في الخامسة والستين من العمر وما فوق.

### تعداد عام 2010
بلغ عدد سكان قرية نيوبوري 365 نسمة بحسب تعداد عام 2010، وبلغ عدد الأسر 183 أسرة وعدد العائلات 93 عائلة مقيمة في القرية. في حين سجلت الكثافة السكانية 27.7 نسمة لكل كيلومتر مربع (71.7/ميل2). وبلغ عدد الوحدات السكنية 215 وحدة بمتوسط كثافة قدره 16.3 لكل كيلومتر مربع (42.2/ميل2).
وتوزع التركيب العرقي للقرية بنسبة 97.81% من البيض و0.27% من الأمريكيين الأصليين و0.27% من الأمريكيين ذوي الأصول الآسيوية و1.64% من عرقين مختلطين أو أكثر و1.10% من الهسبانيون أو اللاتينيون من أي عرق.
بلغ عدد الأسر 183 أسرة كانت نسبة 21.9% منها لديها أطفال تحت سن الثامنة عشر تعيش معهم، وبلغت نسبة الأزواج القاطنين مع بعضهم البعض 35% من أصل المجموع الكلي للأسر، ونسبة 9.3% من الأسر كان لديها معيلات من الإناث دون وجود شريك، بينما كانت نسبة 6.6% من الأسر لديها معيلون من الذكور دون وجود شريكة وكانت نسبة 49.2% من غير العائلات. تألفت نسبة 43.2% من أصل جميع الأسر من عدة أفراد يعيشون في نفس المنزل ونسبة 27.3% كانت تتألف من شخص يعيش بمفرده يبلغ من العمر 65 عاماً أو أكثر. وبلغ متوسط حجم الأسرة المعيشية 1.99، أما متوسط حجم العائلات فبلغ 2.71.
بلغ العمر الوسطي للسكان 51.1 عاماً. وكانت نسبة 18.1% من القاطنين تحت سن الثامنة عشر، وكانت نسبة 5.2% بين الثامنة عشر والرابعة والعشرين عاماً، ونسبة 17.3% كانت واقعةً في الفئة العمرية ما بين الخامسة والعشرين والرابعة والأربعين عاماً، ونسبة 32.6% كانت ما بين الخامسة والأربعين والرابعة والستين، ونسبة 26.8% كانت ضمن فئة الخامسة والستين عاماً فما فوق. وتوزع التركيب الجنسي للسكان بنسبة 47.7% ذكور و52.3% إناث.